# Galactites duriaei
Espèce
Galactites duriaei est une espèce de plantes à fleurs de la famille des Asteraceae.